# بازیکن شماره یک آماده (فیلم)
بازیکن شماره ۱ آماده (انگلیسی: Ready Player One) فیلمی در ژانر علمی تخیلی به کارگردانی استیون اسپیلبرگ است که در سال ۲۰۱۸ منتشر شد.
این فیلم دنیای متاورس را به مخاطب و دنیا نشان می‌دهد
این فیلم بر پایه رمانی به همین نام از ارنست کلاین با بازی تای شرایدن در نقش وید اوون واتس ساخته می‌شود. او مرد جوانی است که به‌دنبال شکار تخم‌مرغ هلیدی است. تخم‌مرغ هلیدی نام گنجی پنهان‌شده در دنیایی مجازی است. این رمان در سال ۲۰۱۱ منتشر شده و داستانش در سال ۲۰۴۵ اتفاق می‌افتد.